# Central Perk

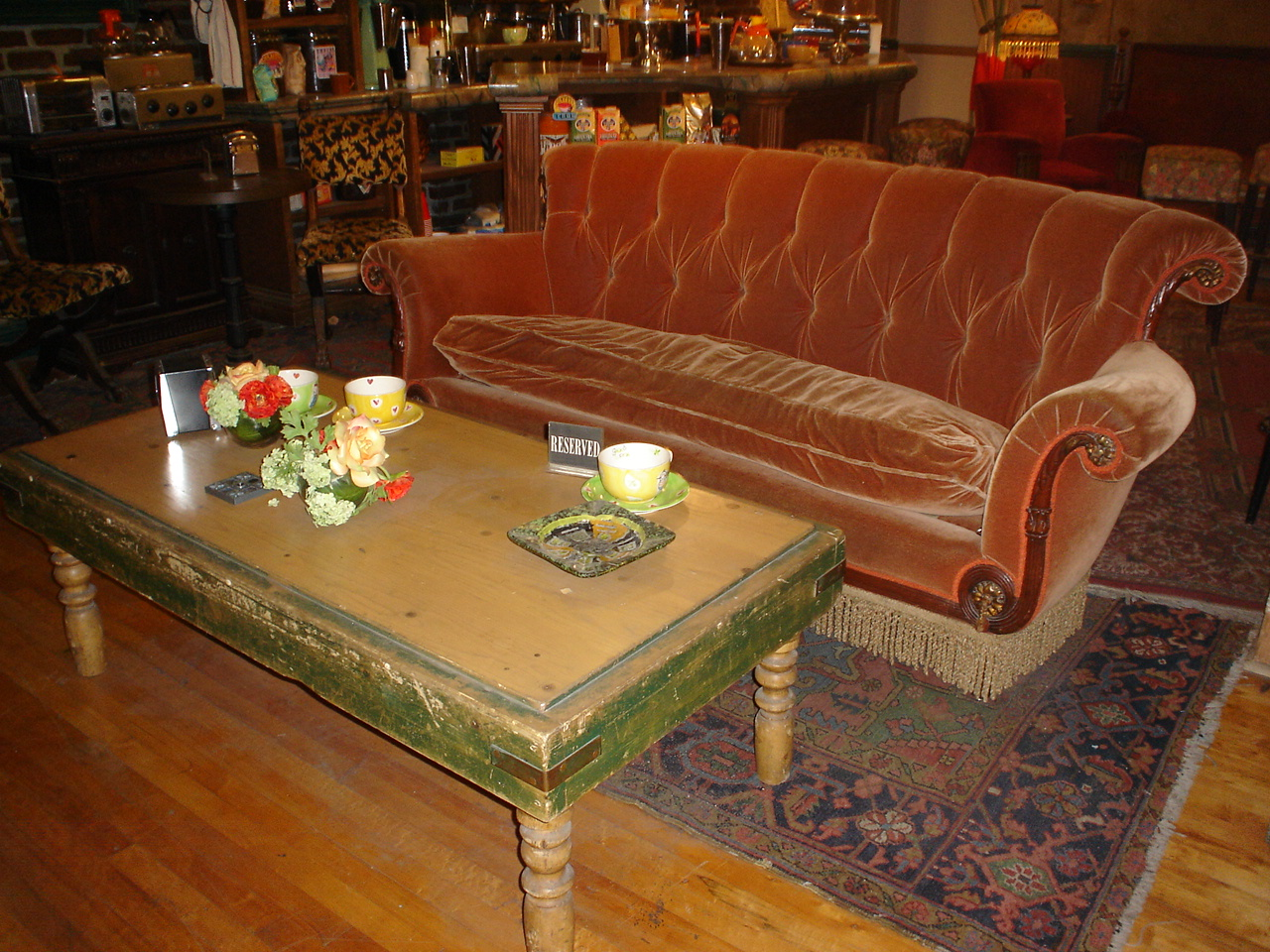
Soffan och bordet som förekommer i Central Perk.

Central Perk är ett kafé i sitcom-TV-serien Vänner, där huvudpersonerna ofta träffas. Vid olika tillfällen har flera av de sex huvudpersonerna jobbat där. Den enda fasta anställda är Gunther, som har vitfärgat hår och var med från början av serien 1994-1995 till slutet 2003-2004.
Det fiktiva Central Perk har inspirerat till att tillfälliga kaféer med samma namn grundats i New York och i Los Angeles-området. 2023 öppnade ett permanent kafé med namnet Central Perk i Boston.